# Resolució 989 del Consell de Seguretat de les Nacions Unides
La Resolució 989 del Consell de Seguretat de les Nacions Unides, adoptada per unanimitat el 25 d'abril de 1995 després de recordar la Resolució 955 (1994), el Consell enumera les nominacions dels jutges al Tribunal Penal Internacional per a Ruanda.
La llista de nomenat comprenia:
- Lennart Aspergen (Suècia)
- Kevin Haugh (Irlanda)
- Laïty Kama (Senegal)
- T. H. Khan (Bangladesh)
- Wamulungwe Mainga (Zàmbia)
- Yakov A. Ostrovsky (Rússia)
- Navanethem Pillay (Sud-àfrica)
- Edilbert Razafindralambo (Madagascar)
- William H. Sekule (Tanzània)
- Anne Marie Stoltz (Norway)
- Jiri Toman (Txèquia-Suïssa)
- Lloyd G. Williams (Jamaica/Saint Kitts i Nevis)